# Cerasana lutea
Cerasana lutea är en fjärilsart som beskrevs av Arnold Pagenstecher 1890. Cerasana lutea ingår i släktet Cerasana och familjen tandspinnare. Inga underarter finns listade i Catalogue of Life.